# أطلس سديد الأثري
أطلس سديد الأثري هو أطلس أثري يعود تاريخه إلى القرن التاسع عشر «1803»، يحتوي على عدد من أبرز الخرائط العثمانية النادرة، وهو من أندر الأطالس في العالم.
سُرقَ الأطلس من دار الكتاب في مصر وهُرب إلى الخارج، حتى تسلمته وزارة الثقافة من وزارة الخارجية المصرية التي استعادته من ألمانيا، في مؤتمر صحفي بحضور وزير الخارجية الألماني هايكو ماس ووزيرة الثقافة الدكتورة إيناس عبد الدايم. كما شكر الرئيسُ المصريُّ الرئيسَ الألمانيَّ على تسليم مصر أطلس سديد.